# Danh sách đĩa nhạc của Seohyun
Seohyun là một nữ ca sĩ Hàn Quốc, thành viên các nhóm nhạc Girls' Generation và Girls' Generation-TTS. Từ khi ra mắt công chúng vào năm 2007, cô đã cộng tác với nhiều nghệ sĩ, cũng như thể hiện một số bài hát nhạc phim cho nhiều bộ phim truyền hình và điện ảnh. Cô bắt đầu hoạt động với tư cách ca sĩ solo với mini-album đầu tay Don't Say No vào tháng 1 năm 2017.

## Album

### Mini-album
| Album        | Thông tin                                                                                            | Thứ hạng cao nhất | Doanh số     |
| Album        | Thông tin                                                                                            | HQ                | Doanh số     |
| ------------ | --- | ----------------- | ------------ |
| Don't Say No | - Ngày phát hành: 17 tháng 1 năm 2017 - Hãng đĩa: SM Entertainment, KT Music - Định dạng: CD, tải về | Chưa công bố      | Chưa công bố |

## Đĩa đơn

### Với tư cách nghệ sĩ chính
| Bài hát        | Năm  | Thứ hạng cao nhất | Doanh số     | Album        |
| Bài hát        | Năm  | HQ                | Doanh số     | Album        |
| -------------- | ---- | ----------------- | ------------ | ------------ |
| "Don't Say No" | 2017 | Chưa công bố      | Chưa công bố | Don't Say No |

### Cộng tác
| Bài hát                                           | Năm  | Thứ hạng cao nhất | Thứ hạng cao nhất | Doanh số      | Album                                   |
| Bài hát                                           | Năm  | HQ                | Mỹ World          | Doanh số      | Album                                   |
| ------------------------------------------------- | ---- | ----------------- | ----------------- | ------------- | --------------------------------------- |
| "Love Hate" (với Jessica và Tiffany)              | 2008 | —                 | —                 | —             | Roommate                                |
| "Jjarajajja" (với Joo Hyun-mi và Davichi)         | 2009 | —                 | —                 | —             | Jjarajajja                              |
| "Let's Go" (với nhiều nghệ sĩ)                    | 2010 | —                 | —                 | —             | Let's Go                                |
| "Don't Say No" (với Yoon Gun)                     | 2012 | 17                | —                 | - HQ: 305.386 | Non-album single                        |
| "You Are A Miracle" (với nhiều nghệ sĩ)           | 2013 | 32                | —                 | - HQ: 53.496  | 2013 SBS Gayo Daejun Friendship Project |
| "Secret" (với Yuri)                               | 2016 | 149               | 10                | - HQ: 11.481  | Non-album single                        |
| "—" cho biết bài hát không lọt vào bảng xếp hạng. |      |                   |                   |               |                                         |

### Đĩa đơn quảng bá
| Bài hát                                           | Năm  | Thứ hạng cao nhất | Doanh số | Album                               |
| Bài hát                                           | Năm  | HQ                | Doanh số | Album                               |
| ------------------------------------------------- | ---- | ----------------- | -------- | ----------------------------------- |
| "It's Fantastic" (với Jessica và Tiffany)         | 2008 | —                 | —        | It's Fantastic                      |
| "Haptic Motion" (với Taeyeon, Jessica và Sunny)   | 2008 | —                 | —        | Non-album single                    |
| "Dreams Come True" (với Donghae)                  | 2011 | —                 | —        | 2011 Asia Song Festival with UNICEF |
| "The Magic of Yellow Ribbon" (với Kim Hyun-joong) | 2011 | —                 | —        | Non-album single                    |
| "T'Ple Couple Want It!" (với Kyuhyun)             | 2013 | —                 | —        | Non-album single                    |

## Bài hát nhạc phim
| Bài hát                                                    | Năm  | Thứ hạng cao nhất | Doanh số      | Album                                         |
| Bài hát                                                    | Năm  | HQ                | Doanh số      | Album                                         |
| ---------------------------------------------------------- | ---- | ----------------- | ------------- | --------------------------------------------- |
| "Touch the Sky" (với Taeyeon, Jessica, Sunny và Tiffany)   | 2007 | —                 | —             | Thirty Thousand Miles in Search of My Son OST |
| "The Little Boat" (với Taeyeon, Jessica, Sunny và Tiffany) | 2008 | —                 | —             | Hong Gil-dong OST                             |
| "Motion" (với Taeyeon, Jessica, Sunny và Tiffany)          | 2009 | —                 | —             | Heading to the Ground OST                     |
| "Haechi" (với Taeyeon, Jessica, Sunny và Tiffany)          | 2010 | 276               | —             | My Friend Haechi                              |
| "It's Okay Even If It Hurts"                               | 2010 | 90                | —             | Kim Soo Ro OST                                |
| "I'll Wait for You"                                        | 2012 | 32                | - HQ: 155.557 | Fashion King OST                              |
| "Cheap Creeper" (với Taeyeon, Jessica, Sunny và Tiffany)   | 2014 | —                 | —             | Make Your Move OST                            |
| "—" cho biết bài hát không lọt vào bảng xếp hạng.          |      |                   |               |                                               |

## Video âm nhạc
| Bài hát                         | Năm  | Đạo diễn   |
| ------------------------------- | ---- | ---------- |
| "Let's Go!" (với nhiều nghệ sĩ) | 2010 | Không biết |
| "Don't Say No"                  | 2017 | Không biết |
| Với tư cách khách mời           |      |            |
| "Oh My Goddess" (TRAX)          | 2010 | Không biết |